# Copenhagen Sprint for herrer 2026
Copenhagen Sprint 2026 er den . udgave af det danske cykelløb Copenhagen Sprint for herrer. Det omkring 230 km lange linjeløb bliver kørt den 21. juni 2026 med start i  og mål i . Løbet er 25. arrangement på UCI World Tour 2026. På et møde i midten af juni hos UCI, blev den internationale cykelkalender offentliggjort, og Copenhagen Sprint var igen det sidste World Tour-løb inden starten på Tour de France. Copenhagen Sprint køres samtidig med sidste etape af Tour de Suisse.

## Resultat
| \| Samlede stilling \| Samlede stilling \| Samlede stilling \| Samlede stilling \| Samlede stilling \| \| Rytter \| Rytter \| Hold \| Tid \| \| \| ---------------- \| ---------------- \| ---------------- \| ---------------- \| ---------------- \| |        |      |     |
| |        |      |     |
| |        |      |     |
| Samlede stilling |        |      |     |
| Rytter | Rytter | Hold | Tid |